# El Fraile (Sierra del Cabo de Gata)
El Fraile, Cerro del Fraile, Cerro de los Frailes nebo Pico del los Frailes je nejvyšší vrchol v pobřežním pásmu Sierra del Cabo de Gata v přírodním parku Cabo de Gata-Níjar.
Stejně jako zbytek pohoří je vrchol vulkanického původu. Poslední erupce se datuje do období před asi 8 miliony let.

## Kultura
Na El Fraile bylo natočeno několik westernových filmů jako Sugar Colt (1966) a Hodný, zlý a ošklivý (1966).